# بشارة الإسلام في علامات المهدي عليه السلام (كتاب)
بشارة الإسلام في علامات المهدي عليه السلام من تأليف رجل الدين الشيعي مصطفى بن إبراهيم آل السيد حيدر الكاظمي الذي ليس له أي ذكر في كتب التراجم والرجال ما عدا ذكر كتابه هذا، ويقع هذا الكتاب في جزئين، وقد حكى آغا بزرگ الطهراني أن الجزء الأول منه في علائم الظهور أي العلامات التي تسبق ظهور الإمام المهدي كما يعتقد الشيعة وقد طُبع سنة 1331 هـ، وأمّا الجزء الثاني ففي سيرة المهدي وأحواله وأصحابه.

## الجزء الأول
- الباب الأول: فيما ورد عن النبي محمد في علامات ظهور المهدي، ذكر ما ورد عن طرق الشيعة، ثم ما ورد عن طرق السنّة.
- الباب الثاني: الأخبار الواردة عن علي بن أبي طالب عن طرق الشيعة والسنّة.
- الأبواب (3-13): ما ورد من الأخبار عن الأئمّة الإثني عشر - ما عدا علي بن أبي طالب - وهم: الحسن، والحسين، والسجّاد، والباقر، والصادق، والكاظم، والرضا، والجواد، والهادي، والعسكري، والمهدي، من طرق الشيعة والسنّة أيضاً.
- الباب الرابع عشر: اختص بما ورد عن أصحاب النبي وأصحاب الأئمة الإثني عشر.
- الباب الخامس عشر: اختص بما ورد عن الكهنة والأخبار، من طرق الشيعة والسنة.

## الجزء الثاني
الجزء الثاني وهو في راية المهدي، وعدد أصحابه، وسيرته عليه، ولا يعدو ثلاثة أبواب:
- الأول: ما ورد في راية المهدي.
- الثاني: ما جاء في عدد أصحابه.
- الثالث: في سيرته، وما ورد عن أهل السنة في كتابي عَقْد الدُّرر في أخبار المنتظر للمَقْدسي الشافعي، والفتوحات المكّيّة لابن عربي.

## وصلات خارجية
- بشارة الإسلام | شبكة الإمام الرضا عليه السلام